# チョン・ヘヨン
チョン・ヘヨン（정혜영、1973年12月14日 - ）は、韓国の女優。
1993年にSBSの公募採用タレントとして芸能活動を始め、1996年の連続テレビドラマ『幸せの始まり』でSBS演技大賞の新人賞を受賞した。2001年から翌年にかけて放送されたシットコム（コメディ・ドラマ）の『恋人たち』では、それまでの清純可憐、時に小悪魔的な役柄から一転して「白馬に乗った王子を待つ貧しいお姫様」役で「みっともない格好」を演じ、MBC演芸大賞シットコム部門の新人賞を受賞した。2004年の連続テレビドラマ、イ・ソジン主演の『火の鳥』では「金持ちという以外には何の取柄もない娘」を演じMBC演技大賞の女性優秀賞を受賞した。その年の10月にミュージシャンのショーンと結婚し、2006年から2011年にかけて子供を4人産んだ。2018年に5年ぶりにテレビドラマに出演し、その作品『別れが去った』で愛人役を演じMBC演技大賞で週末特別企画部門の助演賞を受賞した。

## 経歴
1973年12月14日に生まれた。チョンノン（전농）女子中学校を卒業し、ソウル市中浪区にある公立の中和高等学校（중화고등학교）から安山市にある私立専門大学であるソウル芸術大学の広告創作科に進学した。
1993年にSBSの第3期公募採用タレントとなり芸能活動を始めた。1995年放送の連続テレビドラマ『ジャズ』などに主演して人気が出た。1996年にSBSで放送された連続テレビドラマ『행복의 시작』（幸せの始まり）に出演し、SBS演技大賞の新人賞を受賞した。ヘヨン本人としては演技に向いていないと感じていたものの、その後テレビドラマ数本に出た。
転機になったのは2001年11月から2002年末まで放送されたシットコムの『恋人たち』だった。それまで1997年に放送された『完璧な男に出会う方法』のウンジュ役のように「小悪魔的魅力も存分に発揮」しつつ、清純可憐な役柄を演じていたヘヨンが、一転して「白馬に乗った王子を待つ貧しいお姫様」役で「みっともない格好」を演じて話題になった。放送中の2001年にMBC演芸大賞シットコム部門の新人賞を受賞した。しかしシットコムでの演技は出演者の地のキャラクターやイメージに頼る部分が大きく、ヘヨンとしてはもっと演技力で勝負したいと思った。
『恋人たち』放送中の2002年7月から2003年1月末まで放送された連続ドラマ『あなたのそばに』と、2003年6月末から11月まで放送された連続ドラマ『白鳥の湖』の2作で主演をつとめ、その間2003年1月から6月まで放送された連続ドラマ『헬로! 발바리』に出演した。
2004年には、4月から6月にかけてMBCで放送された連続テレビドラマ『火の鳥』に出演した。主演の4人は、経済的に苦しい学生役のイ・ソジン、社長令嬢役のイ・ウンジュ、企業グループ御曹司役のエリックそして「金持ちという以外には何の取柄もない娘」ミラン役のヘヨンである。この役の演技によってその年のMBC演技大賞の女性優秀賞を受賞した。受賞前の10月にはヒップホップのデュオジヌションのショーンと結婚して話題になった。
ヘヨンとショーンの間には2006年に長女が誕生し、2007年に長男、2009年に次男、2011年に次女が誕生した。ショーンとヘヨンの一家は幸せな家族として知られていて、その点でも人気になった。
2018年に5月から8月にかけてMBCで放送された連続テレビドラマ『이별이 떠났다』（別れが去った）に出演した。ヘヨンにとって2013年に放送された『九家の書』以来5年ぶりのテレビドラマ出演だった。この『이별이 떠났다』（別れが去った）で、妻のいる男の愛人セヨン役を演じるにあたって、ヘヨンは「私も家庭をもつ女性として、どんな理由があっても相手の家庭を壊すような行為は理解ができず、理解したくもないです」と語り、セヨン役の解釈に悩んだ末、それは「子どもを守るためでした。温かい家庭を築くことが、セヨンの役割だったんです」と、その役柄についての解釈を制作発表会の席で話した。ヘヨンはこの作品での演技によって、2018年末に授賞式が行われたMBC演技大賞で週末特別企画部門の助演賞を受賞した。

## 社会活動
2007年6月に、ヘヨンは夫のショーンと共にホルト児童福祉会（홀트아동복지회）の広報大使に就任した。2009年に同福祉会に1億ウォンを寄付して以来、2011年1月にCM出演料の1億ウォン（約740万円）を寄付するなど、毎年1億ウォンを同会の「夢と希望支援」に2017年3月時点で9年連続寄付した。他にも大学生奨学金支援なども行い、同会への寄付は2017年3月時点で合計13億ウォンになった。ホルト児童福祉会は、アメリカ合衆国のハリー・ホルトが朝鮮戦争後に韓国の子供8人を養子にしたことをきっかけに始まった社会福祉事業である。
ヘヨンと夫のショーンはホルト児童福祉会の他にスンイル希望財団や延世大学校付属セブランス病院などに寄付をしている。その他に毎年、煉炭配達のボランティアや児童リハビリ病院建設のための寄付活動、グラビア撮影出演料の寄付などをして来ている。寄付額は、2017年3月時点で累計45億ウォンに達した。

## 出演作品

### テレビドラマ
恐竜先生
1993年10月から1995年3月までSBSで放送された連続ドラマ。10代の若者の日常と悩みを描く。
主演は、イ・ジョンジェ、キム・ヒソン、イ・ミヌ。
カササギの家
1994年7月17日から1996年5月26日までSBSで放送された連続ドラマ。家族間の葛藤を描く。
出演は、キム・チャンスク、ソン・ジェホ、パク・チュミ他。
우리들의 넝쿨（我らの蔓〈つる〉）
1995年4月5日から5月11日までSBSで放送された連続ドラマ。豊かさを目指して田舎者3人男が懸命に生きる姿を描く。
出演は、キム・ジョンギュン、キム・セジュン、ナム・ソンジン他。
チョン・ヘヨンは主演。ウナ役。
ジャズ
1995年9月6日から10月26日までSBSで放送された連続ドラマ。全16回。チョン・ヘヨン演じる美しい女子大生を殺した犯人をチェ・ジンシル演じる記者が調査する過程で浮かび上がる関係者間の愛憎を描く。
出演は、ハン・ジェソク、チョ・ミンギ、チェ・ジンシル他。
チョン・ヘヨンは主演。殺された美しい女子大生ホン・ダンビ役。
幸せの始まり
1996年7月20日から12月29日まで毎週土曜と日曜にSBSで放送された連続ドラマ。全47回。幸せを夢みる母娘間の人生と愛を描く。
出演は、コ・ソヨン、イ・フィヒャン、ソン・ジチャン他。
完璧な男に出会う方法
1997年11月17日から12月15日まで毎週月曜と火曜にKBS2で放送された連続ドラマ。全7回。リュ・シウォン演じる男とチョン・ヘヨン演じる女がそれぞれに未練ある失恋の痛みを互いに癒し合いながらやがて愛しあう。
出演は、女主人公の元恋人役キム・テウ、その交際相手の社長令嬢役イ・サンア、リュ・シウォン、リュ・シウォン演じる主人公の別れた恋人役シム・ヘジン他。
チョン・ヘヨンは主演。女主人公ウンジュ役。「小悪魔的魅力も存分に発揮」と評される。
英雄神話
1997年10月15日から1998年1月22日まで毎週水曜と木曜にMBCで放送された連続ドラマ。全23回。
出演は、チャン・ドンゴン、イ・チャンフン、チェ・シラ、イ・ミニョン他。
恋人たち
2001年11月5日から2002年12月23日まで毎週月曜にMBCで放送されたシットコム。全71回。20代後半の男女の愛を描く。
出演は、チン・ヒギョン、イ・ユンソン、キム・グクチン、パク・サンミョン他。
チョン・ヘヨンは「白馬に乗った王子を待つ貧しいお姫様」役で「みっともない格好」を演じた。
あなたのそばに
2002年7月1日から2003年1月31日まで毎週月曜から金曜にKBS2で放送された連続ドラマ。全146回。
出演は、ハ・ヒラ、イ・ジェリョン、クォン・ヘヒョ、チェ・ミンギ他。
チョン・ヘヨンは主演。ハン・ジェヒ役。
白鳥の湖
2003年6月30日から11月7日まで毎週月曜から金曜にMBCで放送された連続ドラマ。全92回。結婚生活のさまざまな面を描く。
出演は、キム・ジヨン、チョン・ジュン、キム・チャンスク他。
チョン・ヘヨンは主演。コ・ウンジョン役。
作文教室（2003年）
2003年に放送されたドラマ。10歳の少女の目を通して都会の日常生活を描く。
出演は、キム・ジソン、ユン・ユソン他。
火の鳥
2004年4月5日から6月29日まで毎週月曜と火曜にMBCで放送された連続ドラマ。全26回。一度は別れた男と女が再開して真の愛に目覚めていく。
出演は、イ・ソジン、イ・ウンジュ、エリック他。
チョン・ヘヨンは主演。「金持ちという以外には何の取柄もない娘」ミラン役。
弁護士たち
2005年7月4日から8月23日まで毎週月曜と火曜にMBCで放送された連続ドラマ。全16回。弁護士事務所を舞台に弁護士間の激しい競争と愛を描く。
出演は、キム・サンギュン、キム・ソンス、ハン・ゴウン、チュ・サンミ他。
チョン・ヘヨンは主演。弁護士事務所の秘書役。
90日、愛する時間
2006年11月15日から2007年1月4日まで毎週水曜と木曜にMBCで放送された連続ドラマ。全16回。余命3か月の男の切ない愛を描く。
出演は、カン・ジファン、キム・ハヌル他。
チョン・ヘヨンは主人公の妻を演じた。
美賊イルジメ伝
2009年1月21日から4月9日まで毎週水曜と木曜にMBCで放送された連続ドラマ。全24回。平民を救う義賊から国の運命を守る伝説的な英雄に変貌する一枝梅の活躍を描く。
出演は、チョン・イル、ユン・ジンソ、キム・ミンジョン、パク・クンヒョン他。
チョン・ヘヨンは主演。一枝梅の産みの母役。
イタズラなKiss - Playful Kiss
2010年9月1日から10月21日まで毎週水曜と木曜にMBCで放送された連続ドラマ。全16回。多田かおる作の日本の少女漫画『イタズラなKiss』を日本（1996年）、台湾（2005年）に続いて韓国でもドラマ化した作品。少年と少女の恋と二人の成長を描く。
出演は、キム・ヒョンジュン、チョン・ソミン、イ・テソン、イ・シヨン他。
チョン・ヘヨンはキム・ヒョンジュン演じる主人公の母親役。
이별이 떠났다（別れが去った）
2018年5月26日から8月4日まで毎週土曜にMBCで放送された連続ドラマ。全40回。
出演は、チョ・ボア、イ・ソンジェ、イ・ジュニョン他。

### 映画
結界の男
2013年1月に公開されたコメディ映画。巫女の能力に目覚めたヤクザの姿を描く。128分。
出演は、パク・シニャン、キム・ジョンテ、オム・ジウォン他。
チョン・ヘヨンはチェ・ミスク役。